# Pityopsis
Pityopsis  es un miembro de la familia Asteraceae. Comprende 12 especies descritas y de estas, solo 7 aceptadas.

## Taxonomía
El género fue descrito por Thomas Nuttall y publicado en Transactions of the American Philosophical Society, new series, 7: 317–318. 1840. La especie tipo es: Pityopsis pinifolia (Elliott) Nutt.		

## Especies seleccionadas
A continuación se brinda un listado de las especies del género Pityopsis aceptadas hasta junio de 2011, ordenadas alfabéticamente. Para cada una se indica el nombre binomial seguido del autor, abreviado según las convenciones y usos.
- Pityopsis aspera (shuttlw. ex A.Gray) Small
- Pityopsis falcata (Pursh) Nutt.
- Pityopsis flexuosa (Nash) Small
- Pityopsis graminifolia (Michx.) Nutt.
- Pityopsis oligantha (Chapm. ex Torr. & A.Gray) Small
- Pityopsis pinifolia (Elliott) Nutt.
- Pityopsis ruthii (Small) Small